# ニッキー・タイラー
ニッキー・タイラー（Nikki Tyler、1972年12月4日 - ）は、1990年代に活躍したアメリカ合衆国のポルノ女優。カリフォルニア州バークレー出身。

## 初期の経歴
サンラファエル高校時代、タイラーは多数のミュージカルに出演した。後に彼女はロサンゼルスのカレッジに通い、臨床心理医を志望する。学費を稼ぐため、彼女はヌードグラビアに出演する決意をした。彼女は100冊以上の男性誌の表紙を飾り、ペントハウス誌・1995年12月号のペントハウスペットとなった。タイラーはその後カレッジを中退してメイクアップの学校に通い、ヴィヴィッド・エンターテインメントにメイクアップ・アーティストとして雇用された。

## 成人映画
ポルノスター、セレステとアシュリン・ギアにハードコアポルノ映画への出演を説得される以前、タイラーは一年半、ソフトコアの映画に出演した。タイラーは、最初はレズビアンの場面だけを演じた。彼女の初のスクリーン上でのレズビアンシーンは、『American Pie 』(1995年) におけるものである。その後『VR69 』(1995年) で、当時長期にわたる私生活でのレズビアンの恋人であった、ジェナ・ジェイムソンとのシーンが続いた。ジェイムソンとの彼女の関係は、ジェイムソンの自伝で明かされている。二人は何度か数年間同棲し、現在でも親友であるという。
彼女の成功は、数か月後に彼女自身のビビッドとの独占契約で報いられた。人気向上のため、タイラーは豊胸手術を受けた。彼女は『ニッキ・ラヴズ・ロコ (Nikki Loves Rocco) 』(1996年) で、ロッコ・シフレディのような男性のポルノスターとも共演し始めた。ニッキー・タイラーは、1999年にポルノ映画界から引退した。しかし2002年のインタビューにおいて、彼女は決して引退しないと明言した。彼女のウェブサイトは2004年以降更新されておらず、現在はjacksplayground.comに転送される。
ジェナ・ジェイムソンの自伝によると、ニッキーは夫と幼い娘と共にカリフォルニアに住んでいる。
ジェイムソンの自伝には、タイラーには他に2人レズビアンのパートナーがおり、一人はジェシー・ジェーンで、もう一人はブリアナ・バンクスであると記されている。彼女は、ジェーンとタイラーの関係を「焼けるように熱い」と表現している。